# Босангоа
Босангоа (фр. Bossangoa, санго Bosangoa) — город в Центральноафриканской Республике. Административный центр префектуры Уам. Население — 55 353 чел. (по данным 2021 года).
В городе есть аэропорт.

## Климат
| Показатель                                                 | Янв.  | Фев.  | Март  | Апр.  | Май   | Июнь  | Июль  | Авг.  | Сен.  | Окт.  | Нояб. | Дек.  | Год   |
| ---------------------------------------------------------- | ----- | ----- | ----- | ----- | ----- | ----- | ----- | ----- | ----- | ----- | ----- | ----- | ----- |
| Средняя температура, °C                                    | 28,31 | 29,13 | 28,23 | 27,04 | 26,36 | 25,18 | 24,18 | 24,02 | 24,41 | 25,28 | 27,30 | 28,15 | 26,47 |
| Норма осадков, мм                                          | 1     | 6     | 45    | 90    | 133   | 169   | 241   | 277   | 240   | 158   | 20    | 1     | 1381  |
| Источник: http://www.gaisma.com/en/location/bossangoa.html |       |       |       |       |       |       |       |       |       |       |       |       |       |

## История
В конце XIX века территория современной Центральноафриканской Республики была захвачена французскими войсками. В 1901—1905 годах в Босангоа и окрестных районах проходило восстание против французов. Восстание было подавлено.
С 1960 года Босангоа — в составе независимой ЦАР. В 1964 году город стал центром католической епархии Босангоа (раньше входил в состав епархии Берберати).
Главными сельскохозяйственными производствами города являются: хлопок и кофе.